# Великодолецкий сельсовет
Великодолецкий сельсовет (белор. Вялікадолецкі сельсавет) — административная единица на территории Ушачского района Витебской области Республики Беларусь. Административный центр — агрогородок Великие Дольцы.

## История
Образован в 1924 г.

## Состав
Великодолецкий сельсовет включает 35 населённых пунктов:
- Антуново — деревня
- Аферовщина — деревня
- Бобовище — деревня
- Великие Дольцы — агрогородок
- Весницк — деревня
- Ветче — деревня
- Глинище — деревня
- Дубинец — деревня
- Жавнина — деревня
- Залядье — деревня
- Замошье — деревня
- Заозерье — деревня
- Заполье — деревня
- Казимирово — деревня
- Копцы — деревня
- Косари — деревня
- Лесины — деревня
- Логи — деревня
- Мазулино — деревня
- Малые Дольцы — деревня
- Мирный — посёлок
- Новая Жизнь — деревня
- Адворица — деревня
- Осново — деревня
- Острово — деревня
- Поповка — деревня
- Поровно — деревня
- Путилковичи — деревня
- Рагозино — деревня
- Садки — деревня
- Стайки — деревня
- Старина — деревня
- Староселье — деревня
- Храменки — деревня
- Церковище — деревня

Упразднённые населённые пункты на территории сельсовета:
- Есеновики — деревня
- Зарубовщина — деревня

## Культура
- Дом-музей Петруся Бровки — филиал Учреждения «Государственный музей истории белорусской литературы» в д. Путилковичи